# Modèle d'inférence
En linguistique, le modèle d'inférence est un modèle pragmatique allant à l'encontre des premiers modèles mécanistes du langage. Selon ce modèle, les interlocuteurs émettent des faisceaux d'indices qui, situés dans le contexte, doivent permettre à l'auditeur de comprendre le sens ou l'intention réels. Celui-ci procède, selon le modèle, en raisonnant à partir des combinaisons d'indices et de données contextuelles, qui permettent de tirer des conclusions quant à ce que le locuteur veut dire, vraiment.
Cela s'oppose au modèle mécaniste dans lequel le locuteur est censé produire des signes (uniquement ou principalement), qui combinés mécaniquement selon des schémas (syntaxiques ou autres), transmettent le sens dans son entièreté. Ainsi, le modèle d'inférence s'oppose au principe traditionnellement admis en linguistique du codage et du décodage de la théorie du code, puis au modèle mathématique de la communication également connu sous le nom de modèle de Shannon et Weaver.
Cette théorie a été développée en premier lieu par Gardiner, élaborée par le philosophe du langage Paul Grice, puis reprise par les linguistes Dan Sperber et Deirdre Wilson. Le semioticien Umberto Eco a également développé une théorie du sens fondée sur une approche inférentielle au signe.